# Pont d’El Kantara
Der Pont d’El Kantara (arabisch جسر باب القنطرة, DMG Ǧisr Bāb al-Qanṭara) überspannt die tiefe Schlucht des Flusses Rhumel in der Stadt Constantine in Algerien. Der in den 1950er Jahren errichtete Pont d’El Kantara ist der vierte Brückenbau an dieser Stelle. Auf eine Brücke der Römerzeit, die im Jahr 1304 zerstört wurde, folgte ein unter dem Bey Salah Bey 1792 errichtetes Bauwerk aus vier Mauerwerksbögen, das 1857 zusammenbrach, nachdem eine Infanterieeinheit darüber marschiert war.
Der in den Jahren 1861 bis 1865 errichtete Neubau bestand aus einem gusseisernen Segmentbogen mit einer Spannweite von 56 m, der sich an hohen Steinpfeilern abstützte, die mit einem bzw. zwei gemauerten Rundbögen mit den Straßen verbunden waren. Die Brücke hatte eine Länge von 128 Metern. Ihre Fahrbahn verlief in einer Höhe von 125 Metern über dem Grund der Schlucht. Tief unter ihr blieb noch ein Rest der alten Brücke erhalten, der von Fußgängern benutzt werden konnte.

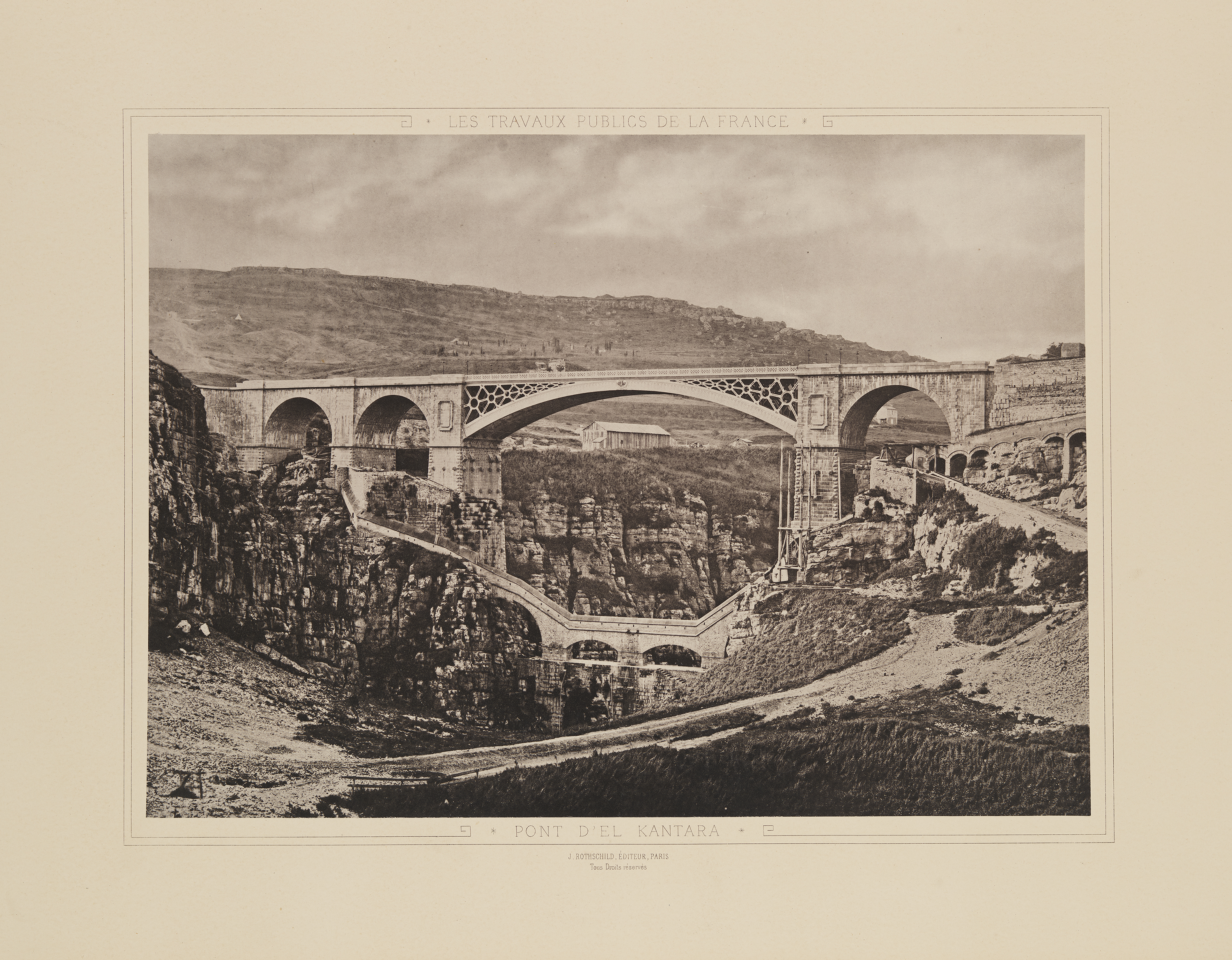
Die Brücke 1883, Photographie aus Les Travaux Publics de la France
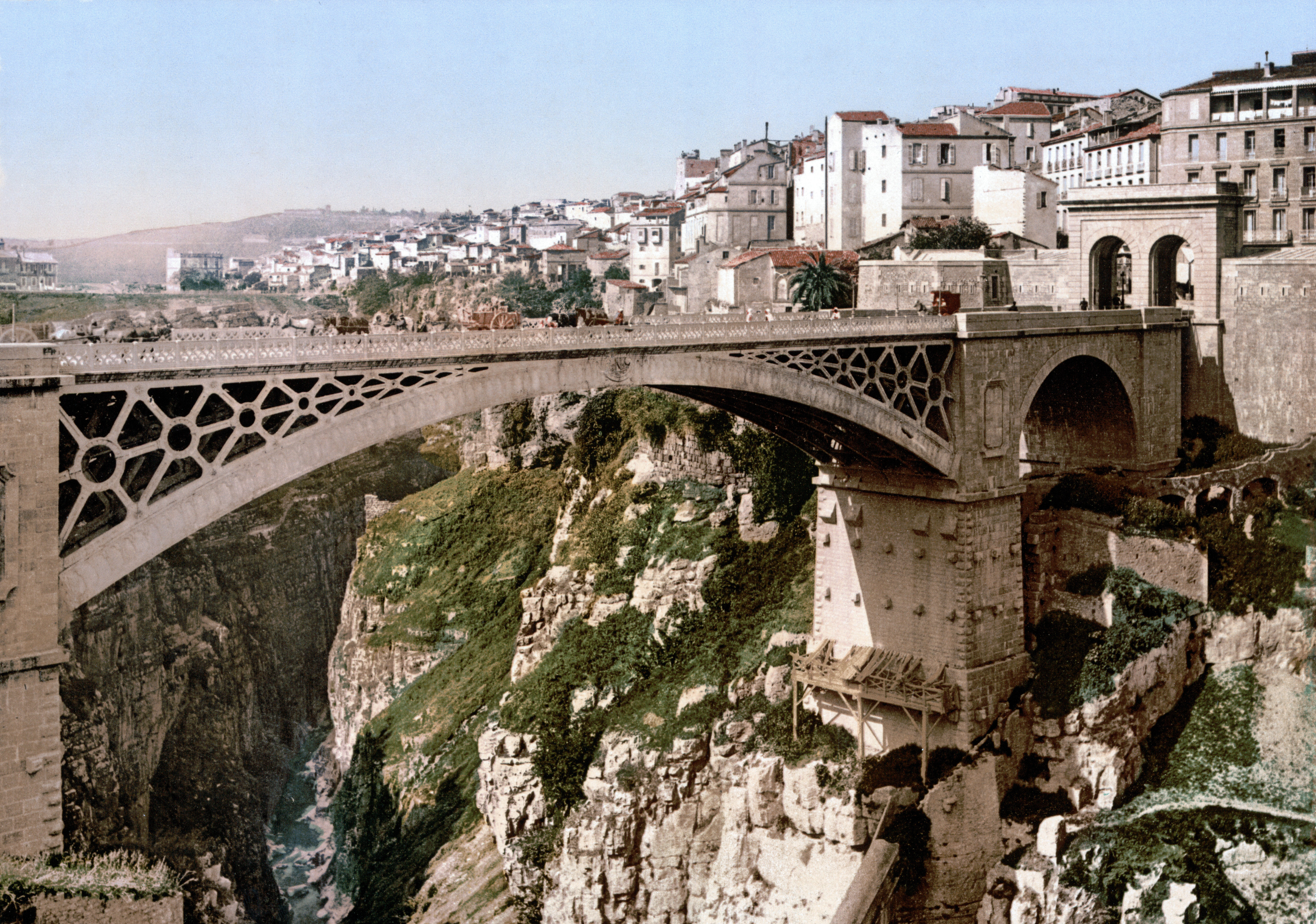
Photochromdruck, ca. 1899

1952 stürzte die südseitige Fassade des Brückenbogens in die Schlucht. Der gusseiserne Bogen wurde daraufhin abgebrochen und durch eine vier Meter breitere Betonkonstruktion ersetzt. Sie besteht aus drei doppelten Bogenträgern aus Stahlbeton mit senkrechten Stützen, die die aufgeständerte Fahrbahnplatte tragen.  
Der Pont d'El Kantara war die älteste der inzwischen fünf Brücken, die die Schlucht des Rhumel in Constantine überspannen. Ihr Name ist ein Pleonasmus: solange sie der einzige Übergang war, wurde sie auf Arabisch schlicht El Kantara, also die Brücke genannt. Die Bezeichnung wurde dann in den französischen Namen übernommen.
2008 erschien eine algerische Briefmarke mit dem Bild der Brücke.